# Vreta klosters kyrka

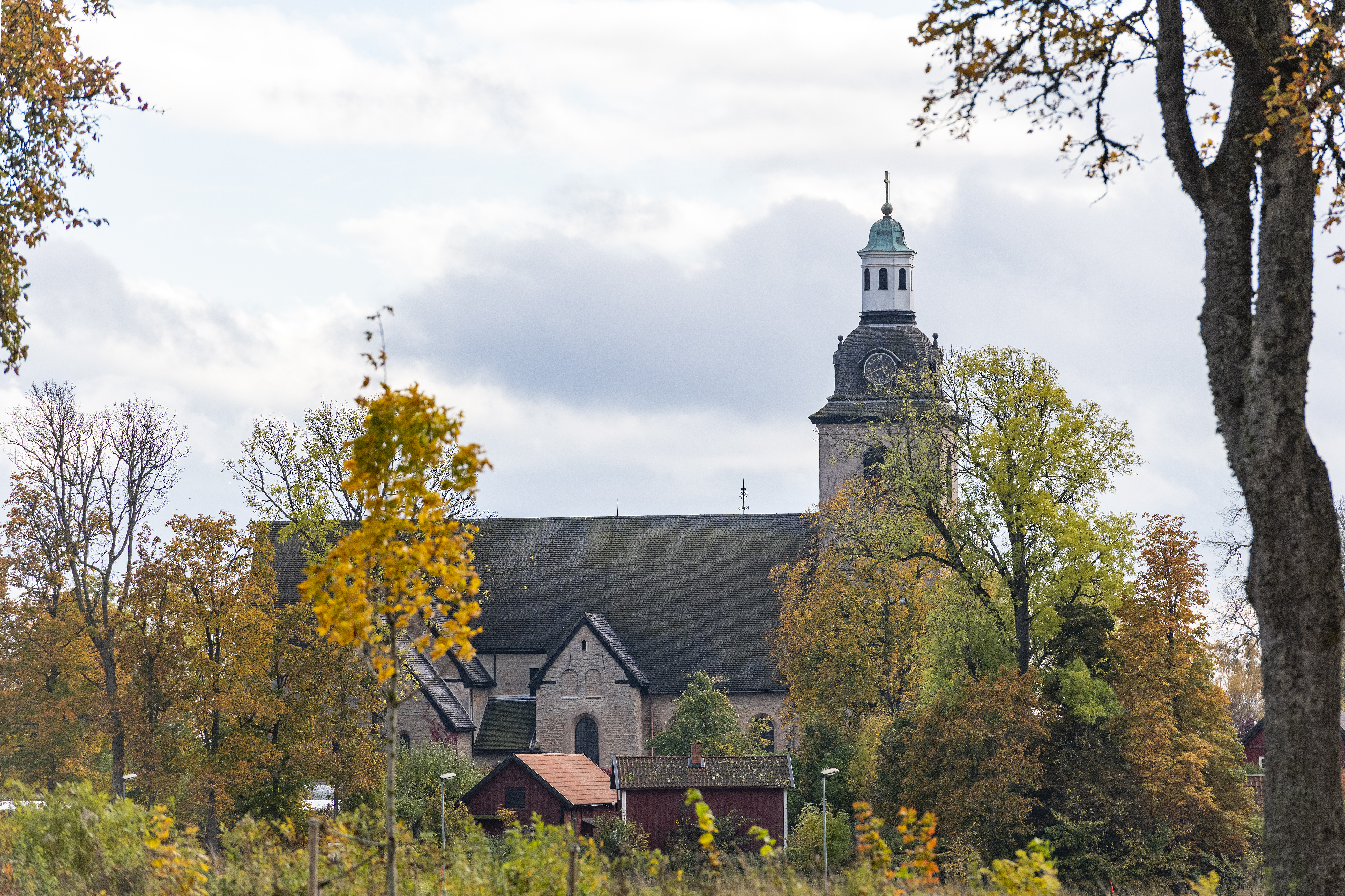
Vreta Klosters kyrka

Vreta klosters kyrka är en kyrkobyggnad i Vreta klosters socken och församlingskyrka för Vreta klosters församling i Östergötland. Den ligger 10 kilometer nordväst om Linköping och tillhör Linköpings stift. Kyrkan uppfördes sannolikt som kungs- eller stormanskyrka, men kom att under lång period tillhöra det intilliggande Vreta kloster. Kyrkan var då med ett galler delad i en klosterdel och en församlingsdel. År 1533 konverterade Gustav Vasa klosterkyrkan till en luthersk sockenkyrka.
Kyrkan används än på 2020-talet som församlingskyrka inom Svenska kyrkan, med gudstjänst varje söndag.

## Kyrkobyggnaden

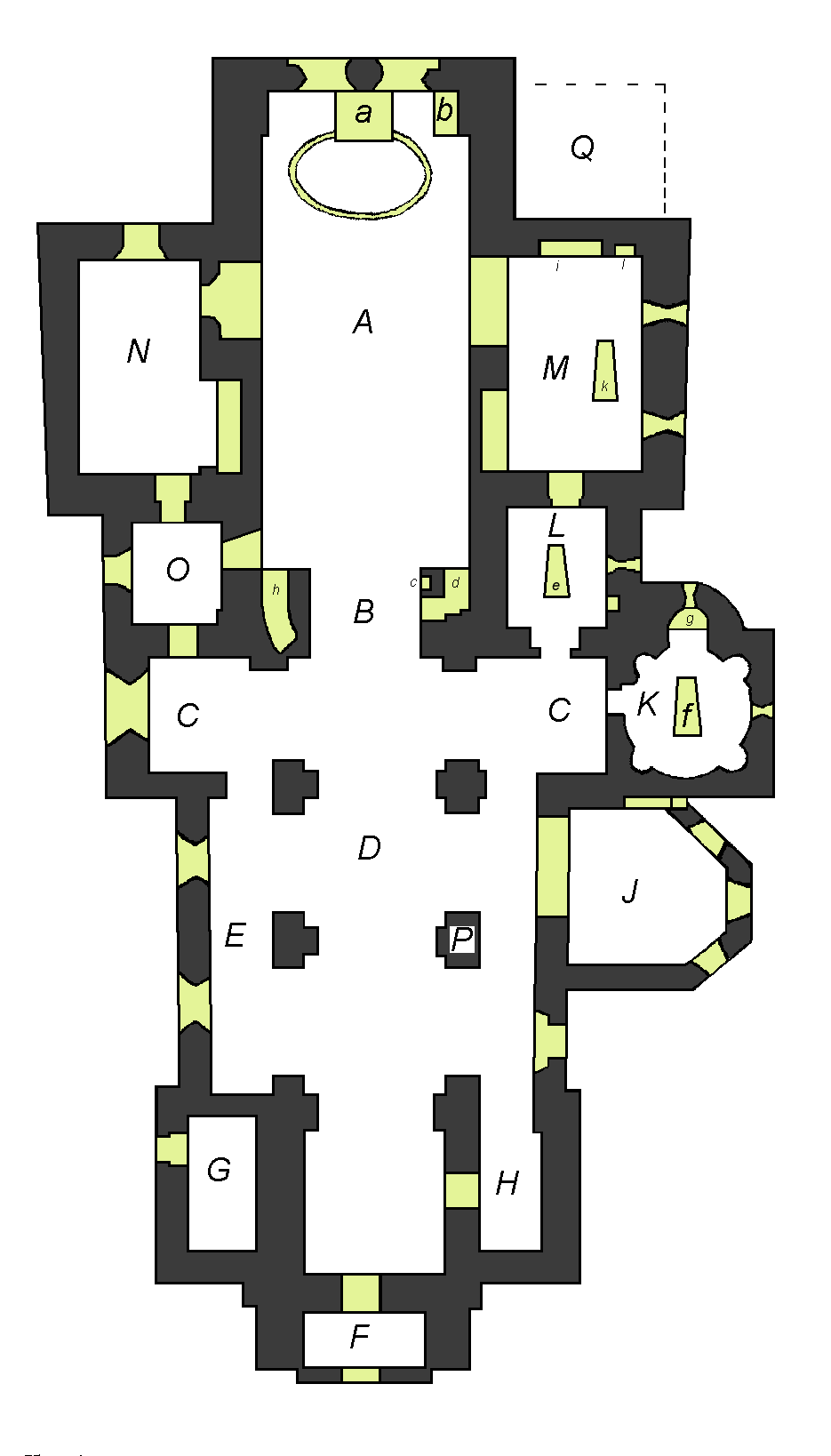
Plan över kyrkan. J=Douglasska gravkoret, K=Ragnvald Knaphövdes gravkor, L=Magnus Nilssons gravkor, M=Sune Siks gravkor, b=Inges gravvård.

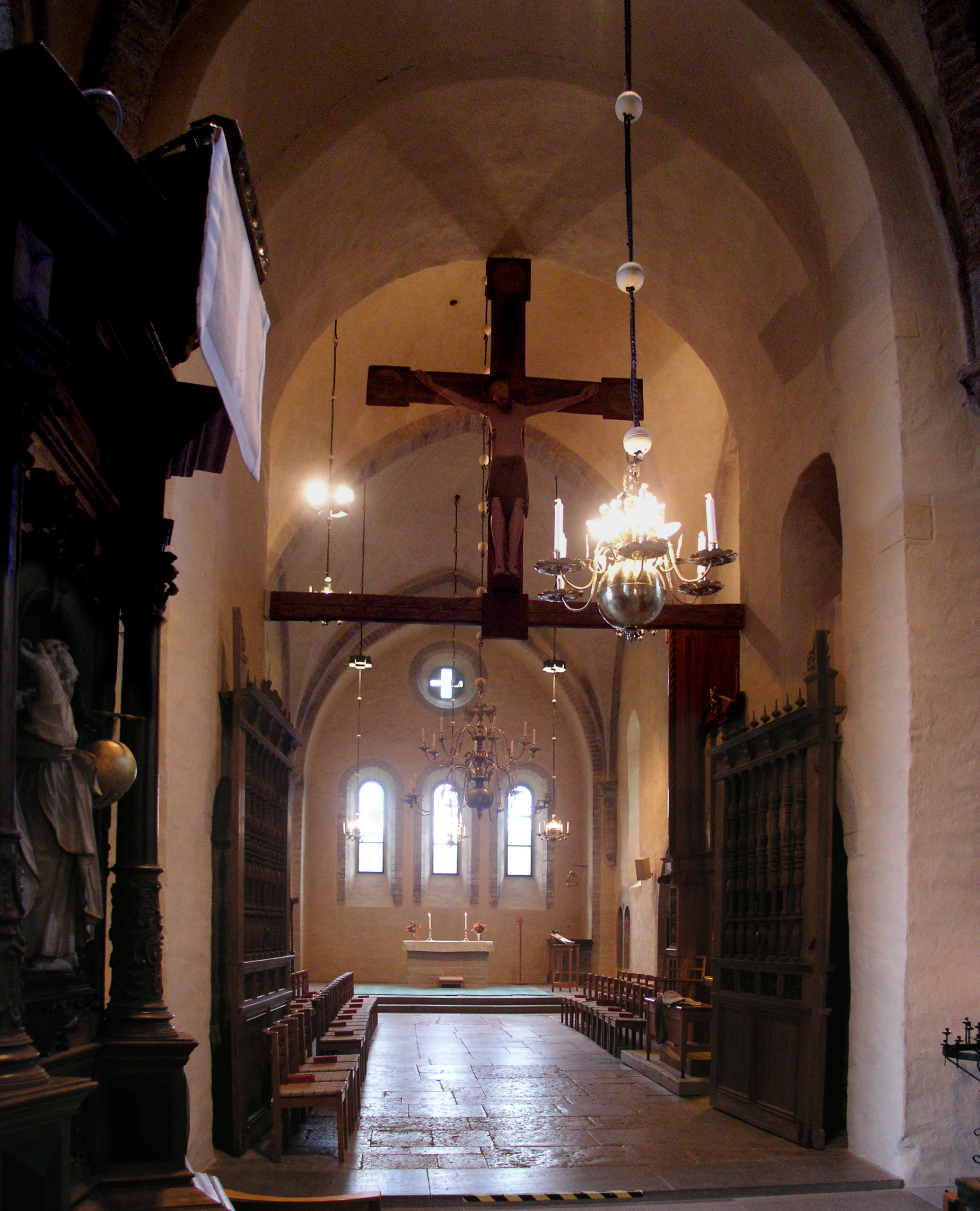
Triumfkrucifixet vid ingången till kordelen

Vreta klosters kyrka ligger på en höjd med milsvid utsikt över östgötaslätten där den möter skogarna i norr. ”Vreta”, socknens gamla namn, kommer av ”vret”, som betyder liten inhägnad åker. Kyrkan har grundats av kung Inge Stenkilsson och hans fru Helena Torildsdotter början av 1100-talet.
Kyrkobyggnaden är uppförd av kalksten och har ett antal sammanfogade byggnadskroppar, vilket ger ett komplext utseende. Det treskeppiga långhuset har latinsk korsplan. I söder har ett gravkor byggts till, och i väster ett högt torn med svängd huv. Främre delen av kyrkan har en korsformig plan med ett rakavslutat kor. Under klostertiden var denna främre kordel avsedd för nunnorna, som höll till i norra och södra korarmarna, dolda från församlingsborna i långhuset – lekmannakyrkan. Mellan långhuset och kordelen fanns ett skrank. Numera utnyttjas hela kyrkan av Vreta klosters församling. I främre delen av långhuset står en snidad predikstol från 1600-talet. Ovanför ingången till kordelen finns kyrkans gamla romanska triumfkrucifix.
Mycket i utformningen påminner om den cisterciensiska tiden. På baksidan av det fristående högaltaret finns en nisch med kvarsittande gångjärnshakar där man tidigare förvarat reliker. I sydöstra hörnet finns en tumba, som sannolikt utgör graven för konung Inge den yngre och hans maka. Östra väggen bakom har tre rundbågiga fönster av samma storlek som ska associera till treenigheten. Ovanför finns ett mindre korsformat fönster. På högkorets båda sidor finns nischer för förvaring av mässkläder, nattvardskärl, med mera, och i södra muren finns även en piscina.
I förlängningen av norra korarmen ligger sakristian. Bredvid ingången till denna har man ställt upp hertig Magnus kyrkbänk. Magnus var hertig av Östergötland och bodde tidvis på Kungsbro gård vid Motala ström 2,5 kilometer norr om Vreta. Bredvid bänken finns en rekonstruerad trappa som under klostertiden ledde till nunnornas sovsalar, men som numera går till kyrkans museum.
I södra korarmen finns ett gravmonument av Gustav Vasas sekreterare Rasmus Ludvigsson över Sune Sik (Sverkersson). Mellan södra korarmen och södra tvärskeppet har ett medeltida gravkor infogats innehållande en kenotaf över kung Magnus Nilsson, medan det antagligen är kung Magnus Henriksson som är begravd någonstans på kyrkogården och Magnus Bengtsson (Folkungaätten) som fick familjegrav i detta kor. Utanför södra tvärskeppet finns ett runt gravkor med kalkmålningar i taket, tidigare kallat Ragnvald Knaphövdes gravkor, som troligen är uppfört av konung Inge den äldre Stenkilsson för den Stenkilska ätten. 
Rasmus, som alltså efter reformationens omstörtningar på 1500-talet fick rista in texterna på kenotafen och monumenten, missuppfattade en del av de medeltida uppgifterna han fick att arbeta med. Det är inte sannolikt att Ragnvald Knaphövde begravts i Vreta, eftersom han dödades i Karleby omkring 1130. Troligen är det snarare Inges son Ragnvald Ingesson, som dog före sin far Inge den äldre. Felaktiga uppgifter förekommer även på gravstenen av Rasmus till höger om kyrkans högaltare, på ett monument där det emellertid är troligt att benen efter kungarna Inge den yngre och Filip vilar. Förutom dessa medeltida gravmonument finns också ett gravkor i barockstil byggt 1663 för den adliga familjen Douglas på Stjärnorps slott.
Längst bak i kyrkan finns en orgelläktare med den fasad som tillhörde orgeln som Jonas Wistenius byggde 1747. I koret står en orgel från 1998.

## Historik
Kristna gravmonument med ornamentik från 1000-talet har återfunnits på platsen, vilket tyder på att det redan då funnits en kyrka, troligen av trä, på den nuvarande stenkyrkans plats. På initiativ av den regerande konungen Inge den äldre av den stenkilska ätten ersattes den tidigare helgedomen omkring år 1110 med en kyrka i sten.

### Medeltiden
Äldsta delarna av den nuvarande stenkyrkan, nedre delarna av långhuset och tvärskeppen, är från omkring 1110. Till skillnad mot hos de flesta romanska kyrkorna i Östergötland, är kalkstenen här lagd i kalkbruk. Kyrkan i Vreta hade efter dåtida förhållanden betydande dimensioner och bestod av ett treskeppigt långhus av basilikatyp med plant trätak, tvärskepp, kor och västligt torn. Koret i öster avslutades med en absid och även i tvärskeppet fanns tvenne absider i östväggen, en i norra korsarmen och en i södra. Kyrkans utformning med västtorn pekar på att det rör sig om en kungs- eller stormanskyrka. I tornet fanns en emporläktare där de prominenta kunde följa gudstjänsten i avskildhet. Under något av de första årtiondena på 1100-talet byggdes ett gravkor utanför det södra tvärskeppet. På utsidan är det kvadratiskt men inuti cirkulärt med ett kupolformat tak, vilket är försett med muralmålningar. I öster finns ett altare, mitt på golvet en kenotaf och i västra muren ett hagioskop, ett titthål varigenom man utifrån kan se altaret. Gravkoret hade sannolikt, liksom den första stenkyrkan, uppförts av den mäktiga stenkilska ätten, som antas ha haft en kungsgård i Vreta.
I ett donationsbrev utfärdat av Inge den äldre och hans hustru Helena anges att de instiftar ett nunnekloster i Vreta och skänker jord till klostrets försörjning. Med största sannolikhet levde nunnorna efter de benediktinska reglerna. Av byggnadsformerna att döma dröjde det inte länge förrän man började uppföra den koranläggning som skulle ge nunnorna ett eget utrymme i kyrkan. Absiden framför mittskeppet revs och kyrkan förlängdes åt öster med en större korsformad byggnad avslutad med en plan östlig korvägg. De nya murarna anlades så att tvärskeppets absider tills vidare kunde vara kvar. Man strävade efter att taket på den nya delen skulle komma på samma nivå som på den befintliga delen. Åtskilligt talar för att man planerade täcka hela kyrkan med tunnvalv. Sådana valv är typiska för äldre cisterciensk byggnadskonst.
Det pågående korbygget skadades emellertid mycket svårt av eld i början av 1100-talet. Man kan se brandskadade partier i murverket ända nere vid golvet. De tydliga brandspåren har förmodligen uppkommit av under eldsvådan nedstörtande byggnadsställningar. Kordelen byggdes upp igen och nu tillkom de valv som ännu finns kvar. Mellan nunnornas kor och församlingens långhus uppfördes ett skrank.  År 1162 kunde klostret instiftas av konung Karl Sverkersson, som kommit i besittning av den svenska kronan genom krig mot Magnus Henriksson. Det fastställdes att man skulle leva efter de cisterciensiska klosterreglerna.

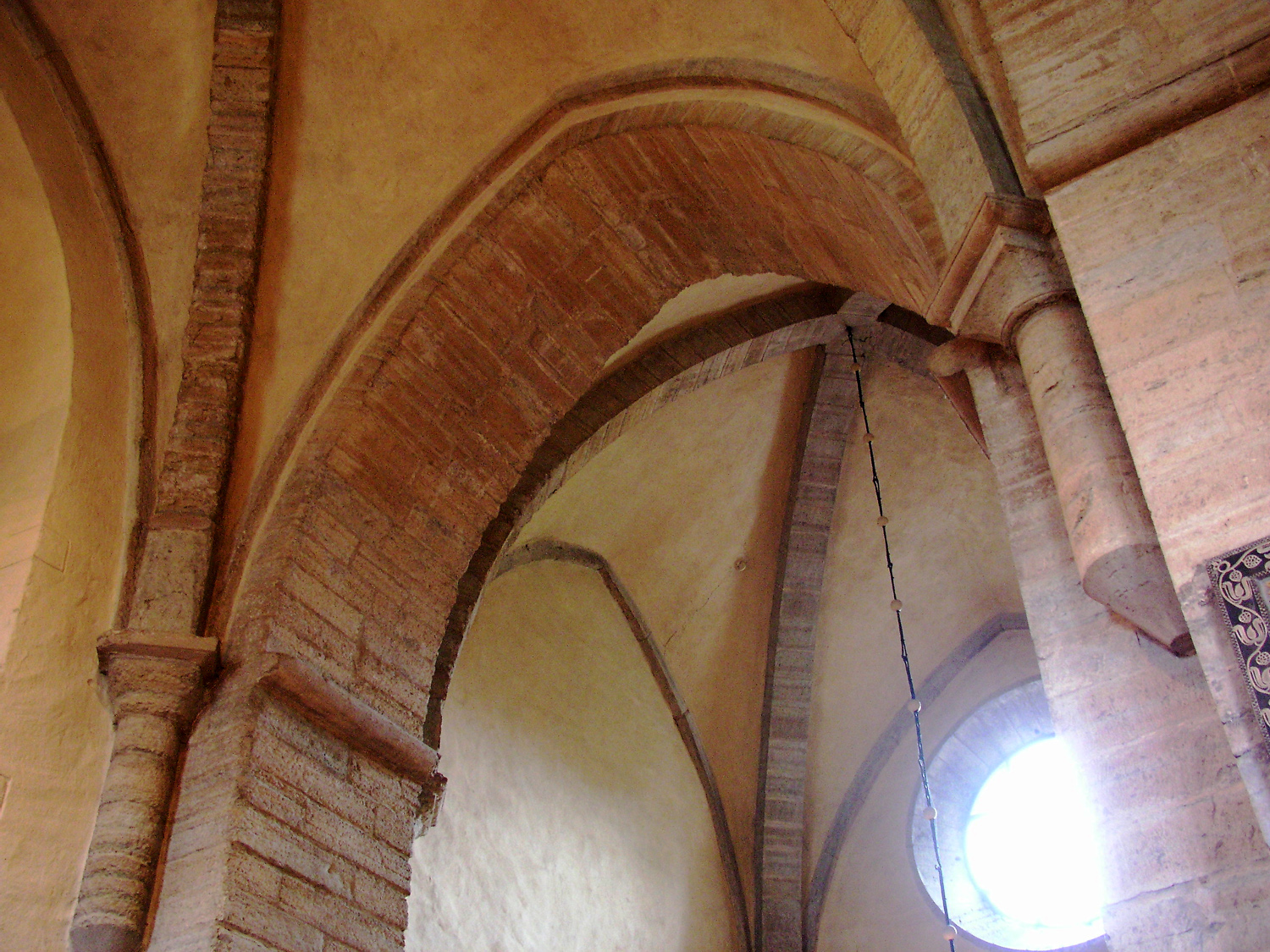
Kryssvalv

Antagligen år 1247 var det dags för nästa eldsvåda. Vid Skänninge möte 1248 lyckades man utverka hjälp av den påvlige delegaten biskop Vilhelm av Sabina i och med att denne stipulerar 40 dagars avlat till den som lämnar något understöd till det nedbrända Vreta klosters återuppbyggande. Kordelen fick nya valv och yttermurarna höjdes. Branden gav anledning att även välva det tidigare med trätak täckta långhuset. Skadorna från kyrkans andra brand rättades till och långhuset ändrades från basilika till hallkyrka med de valv som ännu existerar. Kyrkobyggnaden hade getts en tydligare cisterciensisk prägel. "I Herrans år 1289 den 13 juni helgades och invigdes Vreta klosters kyrka av den vördige fadern herr Bengt den andre i närvaro av konung Magnus, svearnas och götarnas konung och drottning Helvig till Guds allsmäktigs och jungfru Marias ära."
Omkring år 1289 revs också absiden i södra tvärskeppet och "Magnus Nilssons (Nielsens)" gravkor uppfördes mellan detta tvärskepp och södra korarmen.
Kring 1432 utbröt ånyo eldsvåda: '"Anno domini 1432 die sancti Jeorgii combustum est monasterium Vretense tercio". Troligen byggdes nu också det lilla tornet över södra tornsidorummet, som syns på Erik Dahlberghs teckningar i Suecia antiqua et hodierna.

### Reformationen
I samband med reformationen under 1500-talet avvecklades klostret i Vreta. Konung Johan III intresserade sig emellertid för Vreta och sände dit sin sekreterare Rasmus Ludvigsson, som, med hjälp av stenhuggaren Hans Elert, tillverkade kenotafer i gravkoren och hängde upp förgyllda kungliga kronor ovanför. De inhuggna texterna är starkt ifrågasatta. Johan synes också ha låtit reparera kyrkan.
Under kyrkoherde Nicolaus Palumbus tid (1605–1650) placerades en takryttare över främre delen av kyrkan och en klockstapel byggdes söder om kyrkan. För att släppa in mer ljus i kyrkan höggs den östra korväggen upp i mitten av 1600-talet och de tre romanska fönstren ersattes med två stora moderna fönster. Vid den här tiden fick kyrkan också en predikstol med ljudtak utförd i ek och björk av belätesskäraren Johan Larsson i Flistad. (Han har också gjort skulpturer av Paulus och Petrus i Skeda kyrka.)

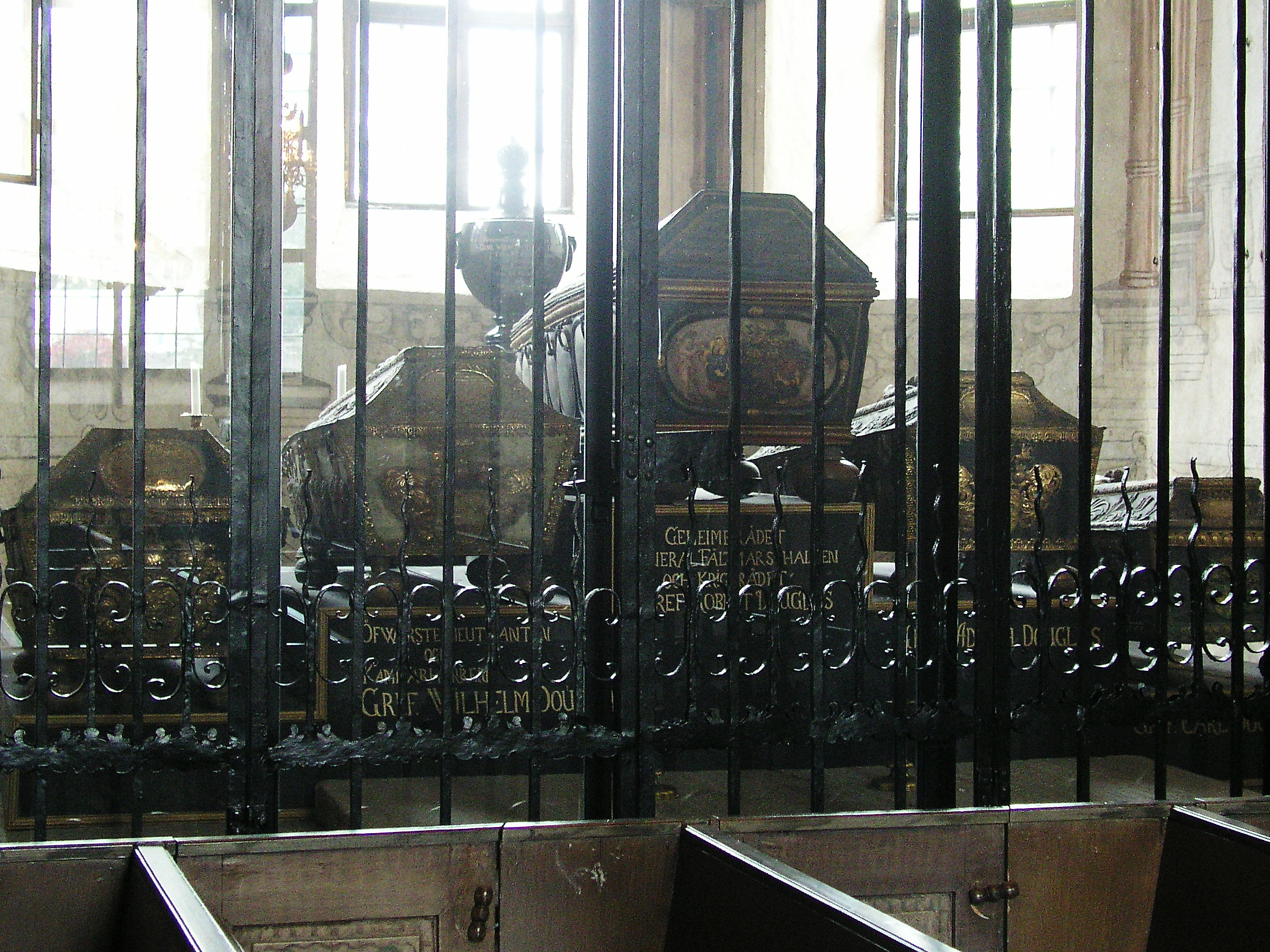
Familjen Robert Douglas gravkor

För greve Robert Douglas och hans efterkommande uppfördes 1663 ett gravkor på kyrkans södra sida.
Den äldsta avbildningen av kyrkan finns i Erik Dahlberghs Suecia antiqua et hodierna, graverad av Erik Reitz år 1694. Dahlbergs teckningar synes vara ganska tillförlitliga. Till skillnad mot i dag visar hans exteriörbild ett mindre torn med trappgavlar i kyrkans sydvästra hörn. Tornet var emellertid för bräckligt för att kunna hysa kyrkklockor. Vid den här tiden tycks kyrkan även i övrigt ha varit ganska förfallen. År 1692 fick församlingen tillstånd av Kunglig Majestät att ta upp en kollekt i hela stiftet för reparation av kyrkan, vars västra gavel samt torn hade rämnat, samt för anskaffning av en altartavla. Kollekten inbragte endast 202 daler 29 öre, vilken summa man beslöt använda uteslutande för inköp av en tavla. År 1700 företogs en allmän reparation av kyrkans murar. Samtidigt vitmenades de inre väggytorna.

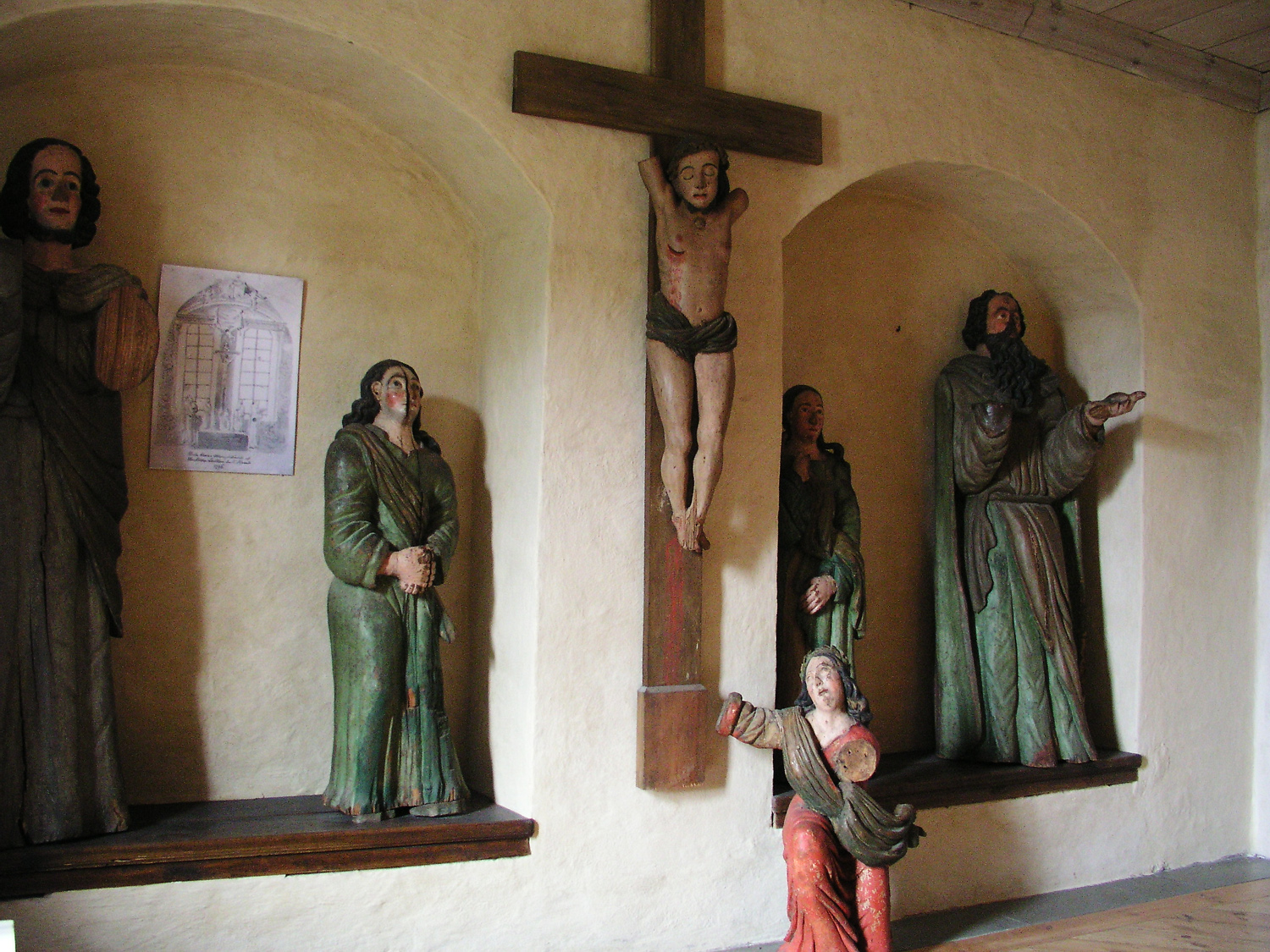
Träskulpturer, troligen av mäster Lars Larsson, från 1701 års altaruppställning

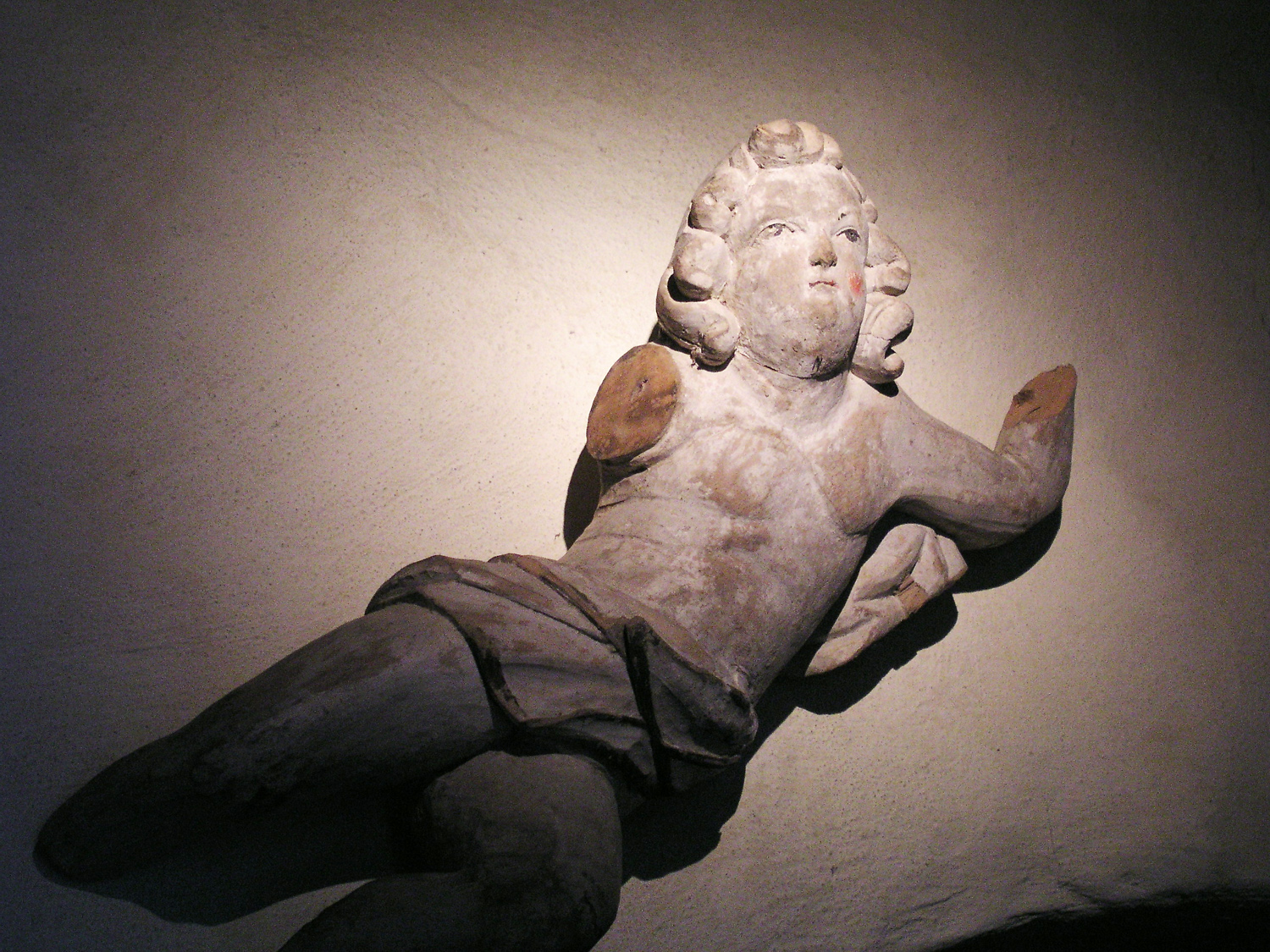
Änglaskulptur troligen av mäster Lars Larsson från 1701 års altaruppställning

Senare skriver kyrkoherden Andreas Wibjörnson till domkapitlet att kyrkobyggnaden sköts med omsorg och att man under juni och juli låtit "späna" (spånbekläda) den ena kungagraven och med tjära bestrukit hela tornet, den största kungagraven samt mesta delen av det övriga kyrkotaket. Strax därefter slog åskan ned i det nytjärade tornet och gjorde stor skada, med en dyrbar reparation som följd.
År 1737 anmäler kyrkoherden Anton Münchenberg, att kyrkan under 1735 och 1736 undergått nödtorftiga reparationer, men att det fortfarande finns ansenliga brister, för vilkas avhjälpande man saknar medel.
Carl Fredric Broocman berättar i mitten av 1700-talet: "En mil ifrån Linköping står Kyrkan på Krono grund, och är upförd af huggen Kalksten til 70 alnars längd och 28 och en fjerdedels alns bredd, med tjocka huggna Kalkstens pelare inuti, som understödja hwalfwen. Altartaflan uti konstigt Bildthuggare-Arbete med Crucifix, är så väl inrättad, at hon icke skymmer Gafwel-fenstret öfwer Altardisken, och skal en Öfwerste wid namn Ulfsparre, som ägt en Lejonhufwud til Fru, hafwa förärat henne til Kyrkan. För thes wackra anseende har nyßnämnda Kongl. Råd ock låtit aftaga henne och sticka i koppar, samt aftrycka uti berörda werk. Prädikstolen, som är wacker och wäl arbetad i Ek, har Öfwerste-Lieutenanten Hinrich Koskull på Odenfors förärat till Kyrkan, och pryder han rätt wäl sitt rum. Till Kyrkans prydnad bidrager äfwenwäl Orgelwerket om 8 stämmor, som år 1747 blifwit köpt för 2400 Daler Kopp:mt, hwilka dels äro tagne af Kyrkans Cassa, och dels af Församlingen sammanskutne. [...] Vid Kyrkans Wästra gafwel är ett upmurat Torn af huggen Kalksten, som dock icke har then styrko, at Kyrkans Klockor kunna hänga theruti, hwarföre Församlingen är nödsakad hafwa them uti Trästapel; och ser man följande rim stå på then större Klockon, som blifwit guten år 1722.
|  | Kom hit, min Christen kom, alt medan jag så sjunger, |  | Sacra, sepulturas, motus, incendia, leges,  |
|  | Kom up til Herrans Hus, så gammal Man, som unger.    |  | Sponte, cum, jubeor, Christianorum, loquor. |
|  | Kom! hör Guds ord, som är tin sanna själa-spis,      |  |                                             |
|  | Som gjör tig ewigt säll, och rätteliga wis.          |  |                                             |

### Renoveringar
När kyrkoherden Tiburtz Tiburtius (1706–1787) kom till Vreta kloster 1744 drev han fram en omfattande renovering av kyrkobyggnaden. Byggmästare Peter Frimodig uppförde 1764 en ny tornbyggnad, ritad av Greve Carl Johan Cronstedt (1709–1779). Den kröntes av en spånklädd huv med lanternin. Tornet fick 1767 ett urverk med fyra siffertavlor. På grund av nivåskillnaden mellan taken över kyrkans västra och östra del, läckte vatten in. Detta åtgärdades genom att det lägre taket över västra delen höjdes till i nivå med kortaket. Vidare gjordes en allmän reparation av kyrkan och murarna putsades och vitlimmades såväl ut- som invändigt.

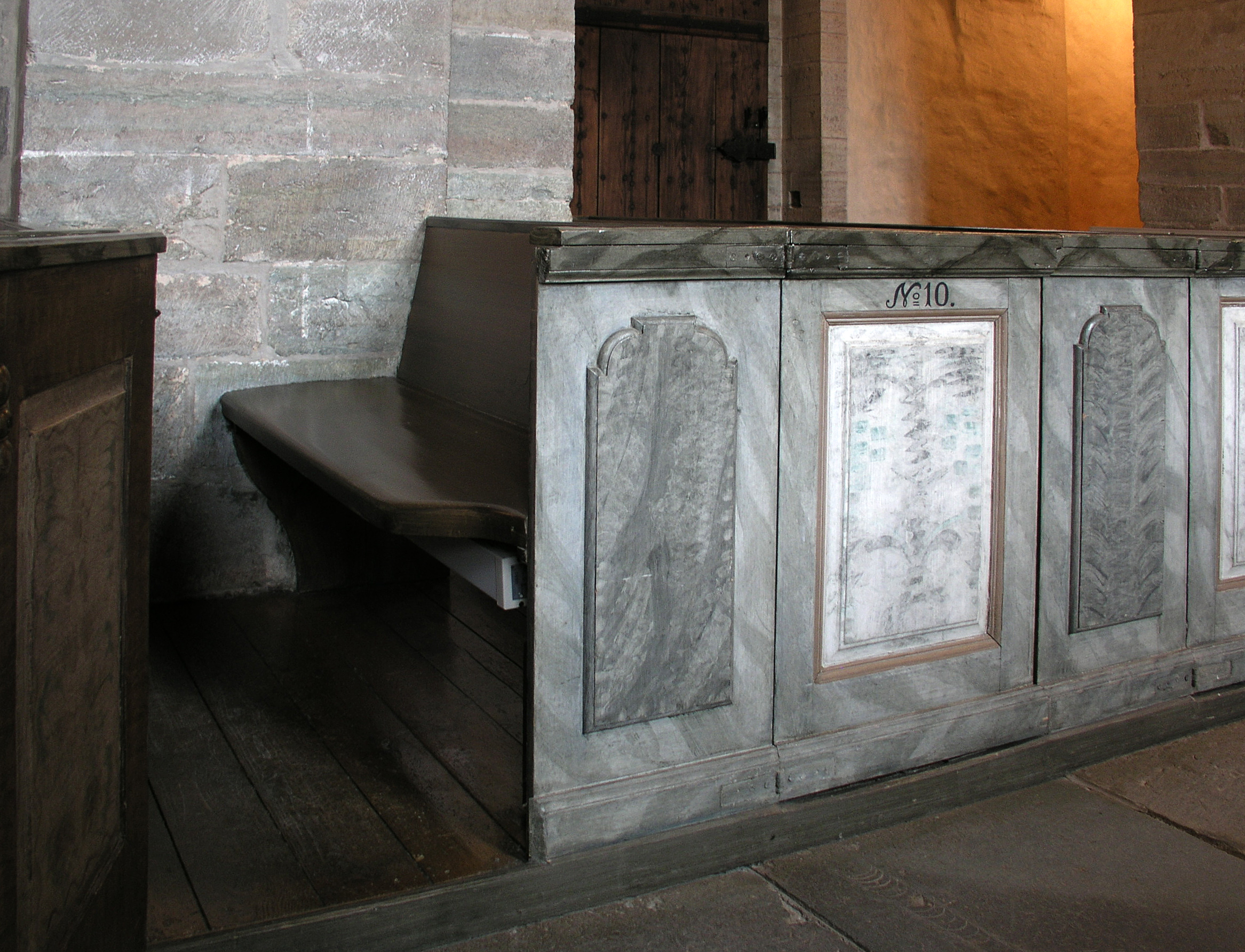
Kyrkbänkar

Vid 1700-talets slut började en ny ombyggnadsperiod. Vreta hade nu blivit prebendepastorat åt linköpingsbiskopen. Biskop Jacob Axelsson Lindblom (1786–1805) lät hugga upp de tre norra fönstren i bakre delen av kyrkan. Också i norra och södra korarmarna höggs fönstren upp och bänkar sattes in. Sakristian fick fönster och en kakelugn. Orgelläktaren byggdes till på båda sidor och en ny trappa sattes upp. Vapenhuset i väster togs ned och ett nytt byggdes upp i sten. Fönstret över södra kyrkoporten höggs upp och centrerades samtidigt över dörren. Det södra vapenhuset utanför porten ansågs skadligt för Douglas gravkor och revs. Valvet i sakristian revs och nya fönster höggs upp. För att få mer utrymme i kyrkan sattes läktare upp på båda sidor i kyrkans främre del. För att de som satt i främre delen av kyrkan skulle höra bättre flyttades predikstolen fram till nästa pelare och målades följande år över med svart och vit oljefärg. År 1802 hade Jacob Lindblom planer på ytterligare vidlyftiga ombyggnader, men valdes 1805 till ärkebiskop varefter han ej längre kunde sysselsätta sig med Vreta. År 1806 skänkte han dock en ny altarprydnad, ett träkors med törnekrona och svetteduk, till sin forna församling.
Åren 1842 och 1845 renoverade byggmästaren & ekonomidirektören Abraham Bengtsson Nyström (1789–1849), Hållingstorp, murar och fönsteromfattningar samt restaurerade de så kallade konungagravarna, det vill säga Ragnvald Knaphövdes och Magnus Nilssons gravkor samt Sune Siks grav i södra korarmen. Man tog också bort en gravvård av trä över greve Gustaf Adolf Oxenstierna (död 1697) i samma korarm. Följande år 1846, utförde Abraham Nyström mindre lagningar av kyrkan, spritputsade murarna utvändigt och slätputsade och vitkalkade hörnen. Avsikten var att försöka förläna kyrkan ett så enhetligt yttre hölje som möjligt.
Vid den här tiden var den allmänna meningen att man borde undvika takspån ur brandfarlighetssynpunkt. Många församlingar bytte därför ut sina spån mot järnplåt, så också i Vreta. Samtliga takfall kläddes med svartplåt, som målades röd.

### Restaureringar
År 1900 framlade arkitekt Gustaf Petterson (1855–1933) ett förslag till en genomgripande restaurering av kyrkan. Det hade emellertid under senare tid uppkommit mycken kritik, bland annat från författaren Verner von Heidenstam (1859-1940), mot de stilrestaureringar som blivit praxis, till exempel av Lunds domkyrka som förvandlats till en renodlat romansk kyrka. Gustaf Petterssons förslag utsattes för mycket stark kritik från Kungliga Vitterhets Historie och Antikvitets Akademien. Överintendentsämbetet gav med anledning härav 1906 uppdrag åt arkitekten och filosofie licentiaten Sigurd Curman (1879–1966), som nyss kommit hem från en tvåårig studieresa i Tyskland, Frankrike och Italien, att närmare granska restaureringsförslaget. Efter några dagars studiebesök vid Vreta 1905 med bland annat grävningar och putsavknackningar kom Curman fram till att det behövde upprättas noggranna och fullständiga uppmätningsritningar och en ingående byggnadsundersökning med ytterligare grävningar och putsavknackningar för att klarlägga byggnadens historia och byggnadstekniska tillstånd. Detta verkställdes under 1907 varefter ett nytt restaureringsförslag överlämnades till Kunglig Majestät i november 1908.
År 1913 beviljade riksdagen ett anslag om 54 000 kronor, och våren 1915 sattes arbetena igång på allvar. Restaureringen kom att handhavas av en kommission bestående av landshövding Eric Birger Trolle (1863–1934), antikvarien Per Emil Cornelius Ekhoff (1846–1923), professor Sigurd Curman, lektor Oskar Klockhoff, Linköping, kyrkoherde Gustaf Adolf Krantz (1861–1925), Vreta kloster och disponenten Olof German Svensson (1863–1926), Ljungsbro. Som dagkontrollant fungerade arkitekt Erik Fant (1889–1954). Följande ambition formulerades: ”Restaureringen avser att avhjälpa brister, som hotar kyrkans framtida bestånd, att sätta kyrkan i sådant skick, att den värdigt kan fylla sitt ändamål, samt att låta byggnaden i estetiskt tilltalande form själv berätta sina öden.”
Murarna befriades från senare tiders putslager och reparerades omsorgsfullt. Medeltida dörrar och fönster återställdes till ursprungligt utseende. Järnplåten på taken utbyttes mot handkluven, tjärkokad ekspån. Fönstren erhöll nya karmar och bågar med blyinfattat antikglas. I västportalen insattes nya kopparklädda dörrar, och övriga portar gjordes av ek med rika järnbeslag. De gamla valven bröts upp och ersattes, utom i koret, med nya av hyvlad kalksten. Golvet lades om och i samband därmed företogs arkeologiska utgrävningar. En ny trappa av huggen kalksten murades upp till orgelläktaren och tornet. På den gamla klostersakristians framgrävda grundmurar uppfördes en ny sakristiebyggnad i två våningar. Kyrkan får elektrisk uppvärmning och sparsam elektrisk belysning. Det medeltida triumfkrucifixet återuppsattes. Nya grindar hängdes upp i triumfbågen. Predikstolen flyttades tillbaka till sin ursprungliga plats och genom att man hittade den gamla trappan, som inte hade blivit övermålad, kunde den återställas i ursprungligt skick. Alla de gamla läktarna togs bort och en ny mindre orgelläktare sattes upp i väster. Den gamla återfunna läktarbröstningen och den undanställda fasaden från Jonas Wistenius orgel återuppsattes. Bakom den stumma fasaden byggdes en ny 12-stämmig läktarorgel av firma Åkerman & Lund, Stockholm. I främre delen av kyrkan uppställdes nya korbänkar av ek i stil inspirerad av de gamla nunnebänkarna.
Vid en restaurering 1988 konserverades kalkmåleri, triumfkrucifix och en del av vapensköldarna, samtidigt som sakristian flyttades till en nordlig tillbyggnad (från 1910-talsrenoveringen) på norra sidans bottenvåning. Högaltaret återfick sitt fristående läge framför östväggen. Tio år senare fick kyrkan efter många och långdragna utredningar en kororgel, ritad av arkitekt Ulf Oldæus, Stockholm, och byggd av Grönlunds orgelbyggeri i Gammelstad. I samband därmed borttogs några av Curmans korbänkar. År 2005 borttogs den sista vänstra curmanbänken och ersattes med lösa stolar.

## Inventarier

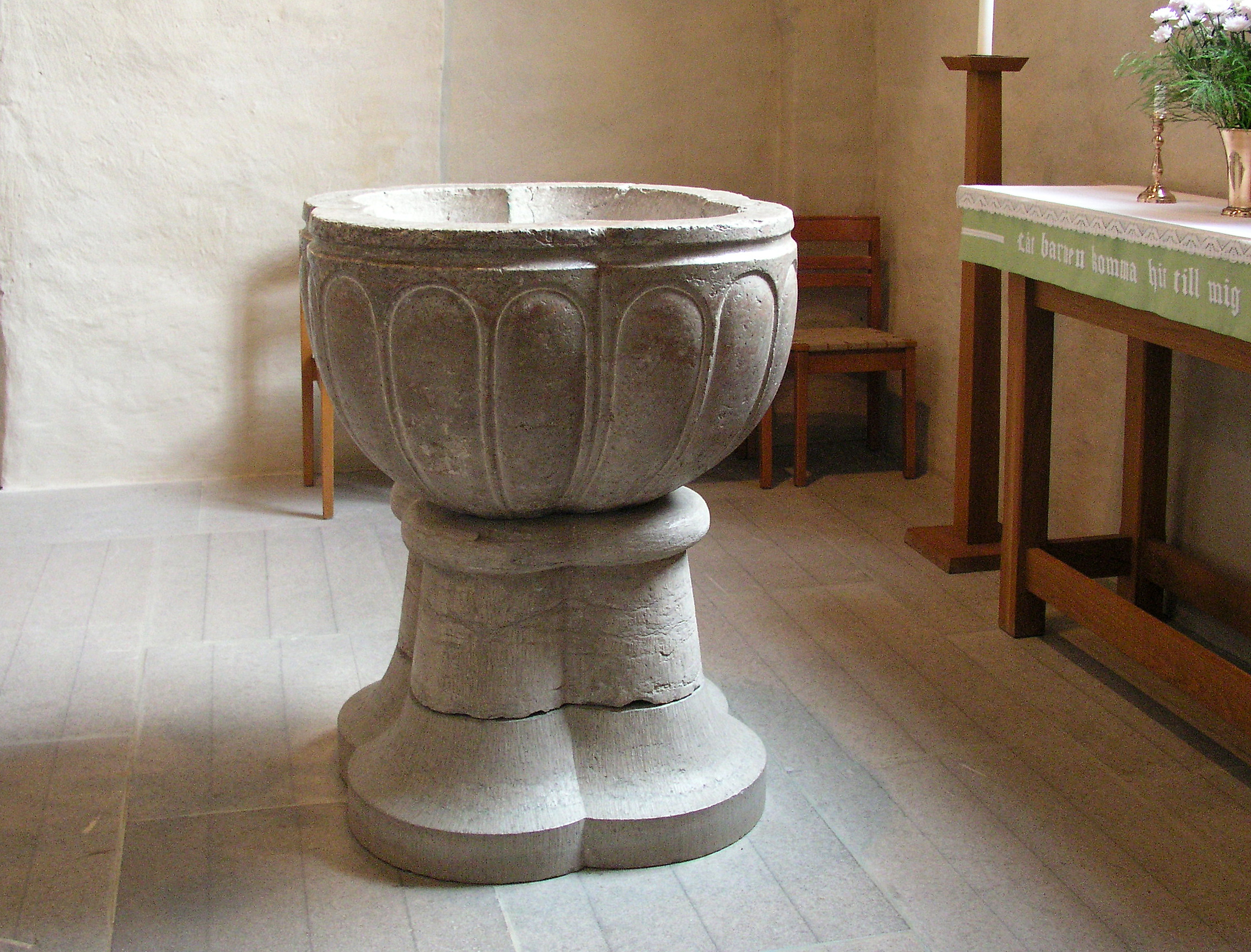
Dopfunt

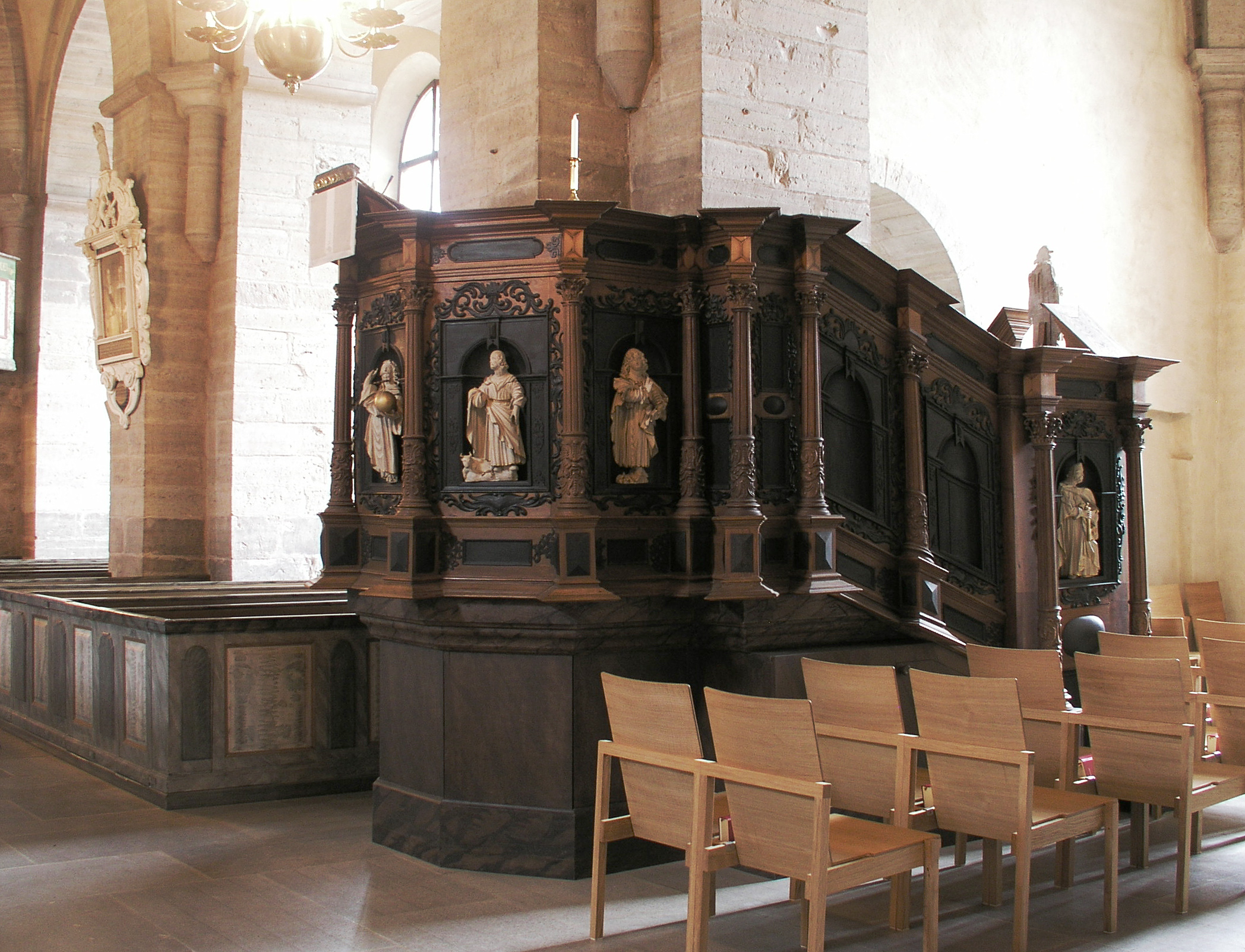
Predikstol av Johan Larsson

- Triumfkrucifix av oidentifierad upphovsman från omkring 1200, ursprungligen gjord i romansk stil med Kristus som den segrande konungen, senare under medeltiden är huvudet avsågat och nedböjt enligt gotisk sed.
- Madonnabild av lövträ av oidentifierad upphovsman från 1200-talets första hälft.
- Dopfunt av kalksten, musselcuppstyp, från 1200-talets andra hälft.
- Träskulptur av lövträ, från verkstad i Östergötland under mitten av 1300-talet.
- Kalk från klostret Zeven i provinsen Hannover. Prosten Johann Monik, senare domprost i Bremen, skänkte kalken till klostret Tzeuena (Zeven). Efter trettioåriga kriget kom detta område 1648 under svenskt herravälde och drottning Kristina skänkte området till fältmarskalk greve Robert Douglas. Greven tog kalken till Vreta och skänkte den 1657 till kyrkan.
- Patén av silver med ingraverad "korsfana" - symbol för den segrande Kristus, från senmedeltiden.
- Korstolar från medeltiden med uppfällbara sitsar. En liten träplatta under sitsen (misericordia) ger möjlighet att vila sig även om sitsen är uppfälld.
- Hertig Magnus bänk, nu placerad i norra korarmen, användes av Gustav Vasas son Magnus, hertig av Östergötland då han tidvis bodde på Kungsbro gård vid Motala ström.
- Predikstol med skulpturer av Matteus, Markus, Kristus, Lukas och evangelisten Johannes samt på trappräcket Petrus och över trappan Paulus, skapad av träsnidare Johan Larsson vid 1600-talets mitt. Predikstolen bekostades av majoren Henrik Koskull.
- Orgelfasad härstammande från Jonas Wistenius orgel 1747.
- Brudpäll från 1600-talet av gråbrunt siden med storblommigt mönster, skänkt av prosten Tiburtz Tiburtius 1787.

### Kyrkklockor
I kyrkans torn hänger två kyrkklockor. Klockornas toner är, från stora till lilla, fiss1-b1. Storklockan är gjuten år 1764 av E. Fries Thoresson. Klockan väger omkring 830 kg. Lillklockan är gjuten år 1826 av L. Öhman. Klockan väger omkring 420 kg. Båda klockorna är upphängda i rak axel. 

## Bilder

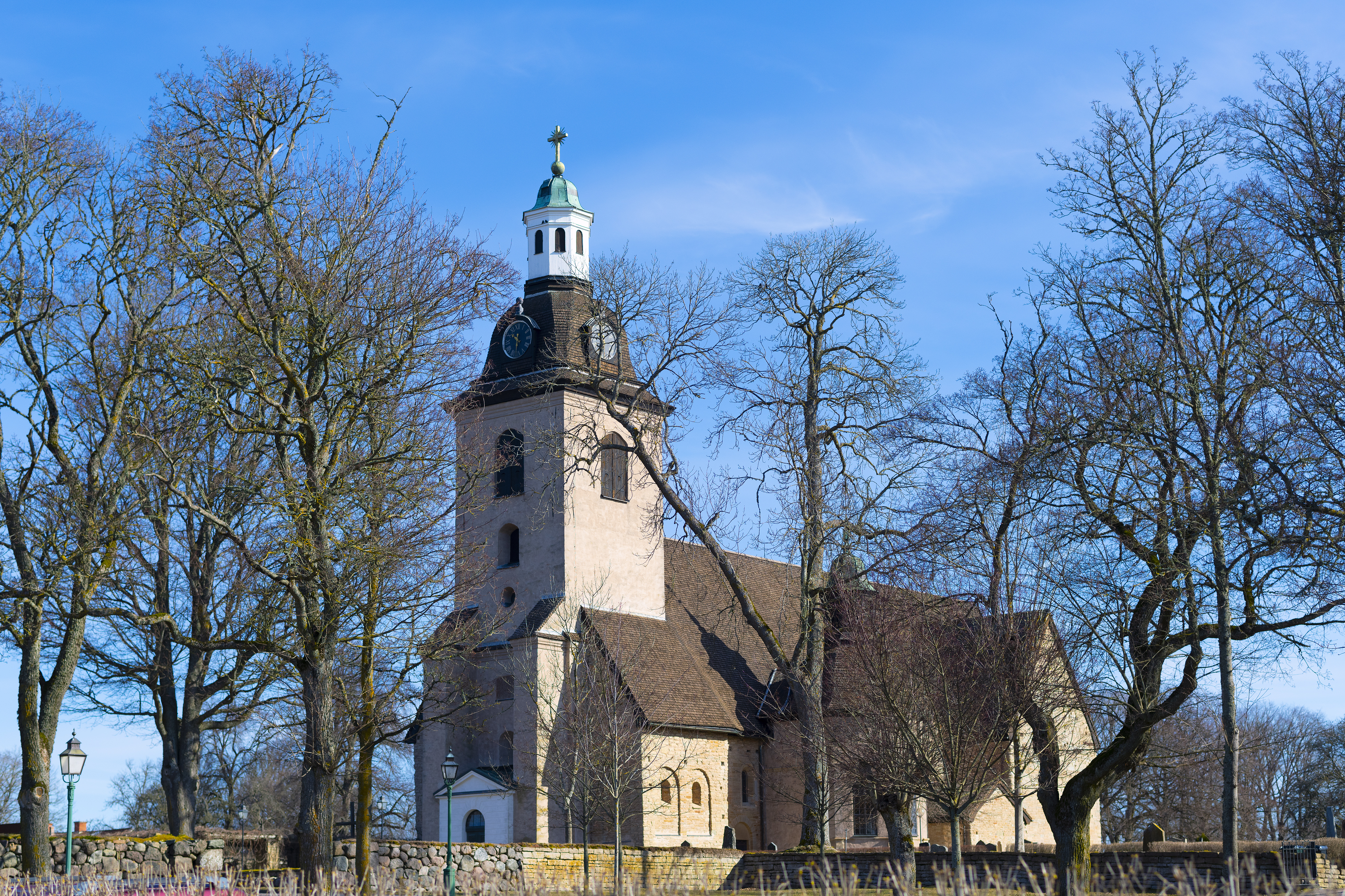
Mars 2024.
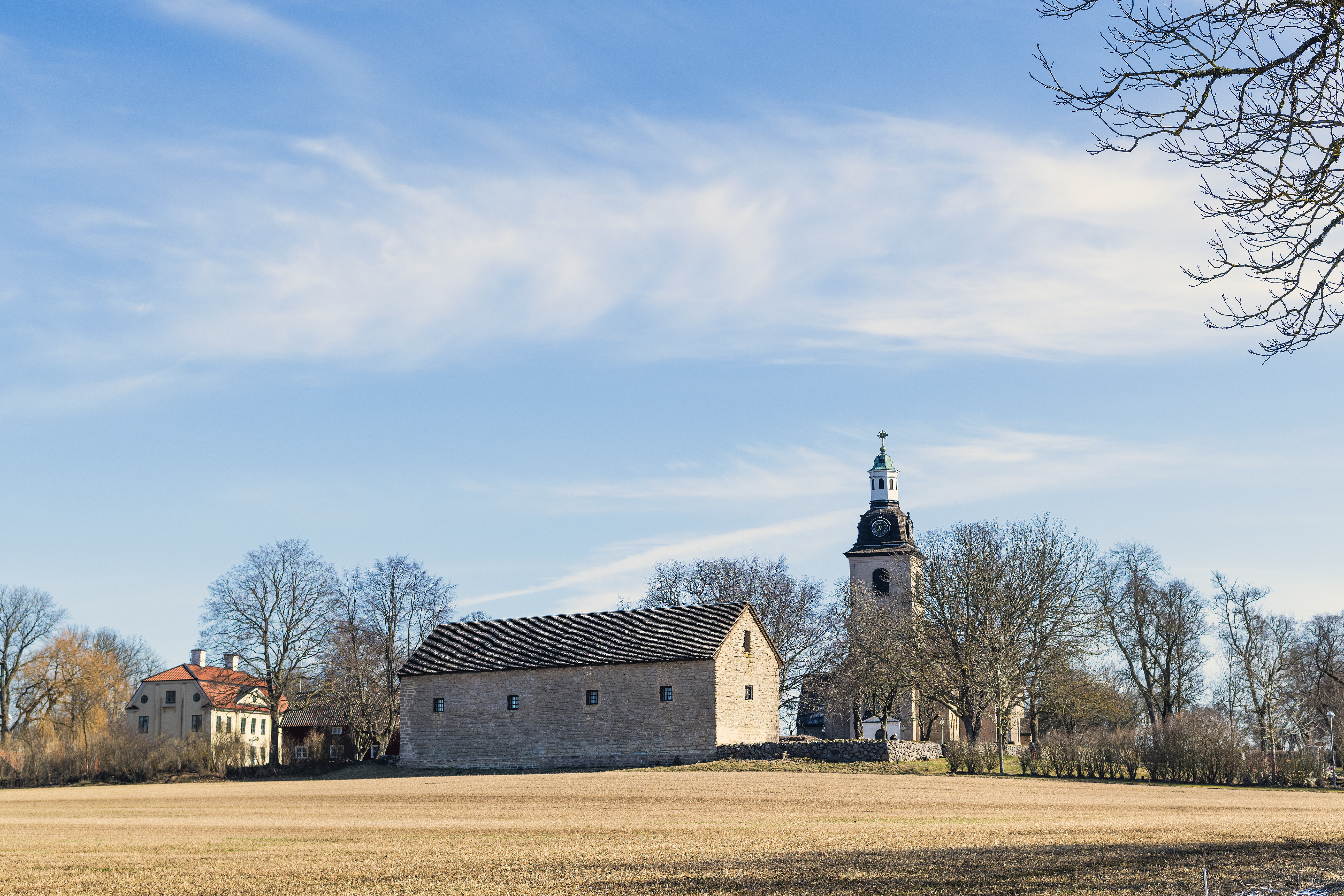
Kyrkan, magasinet och prästgården.
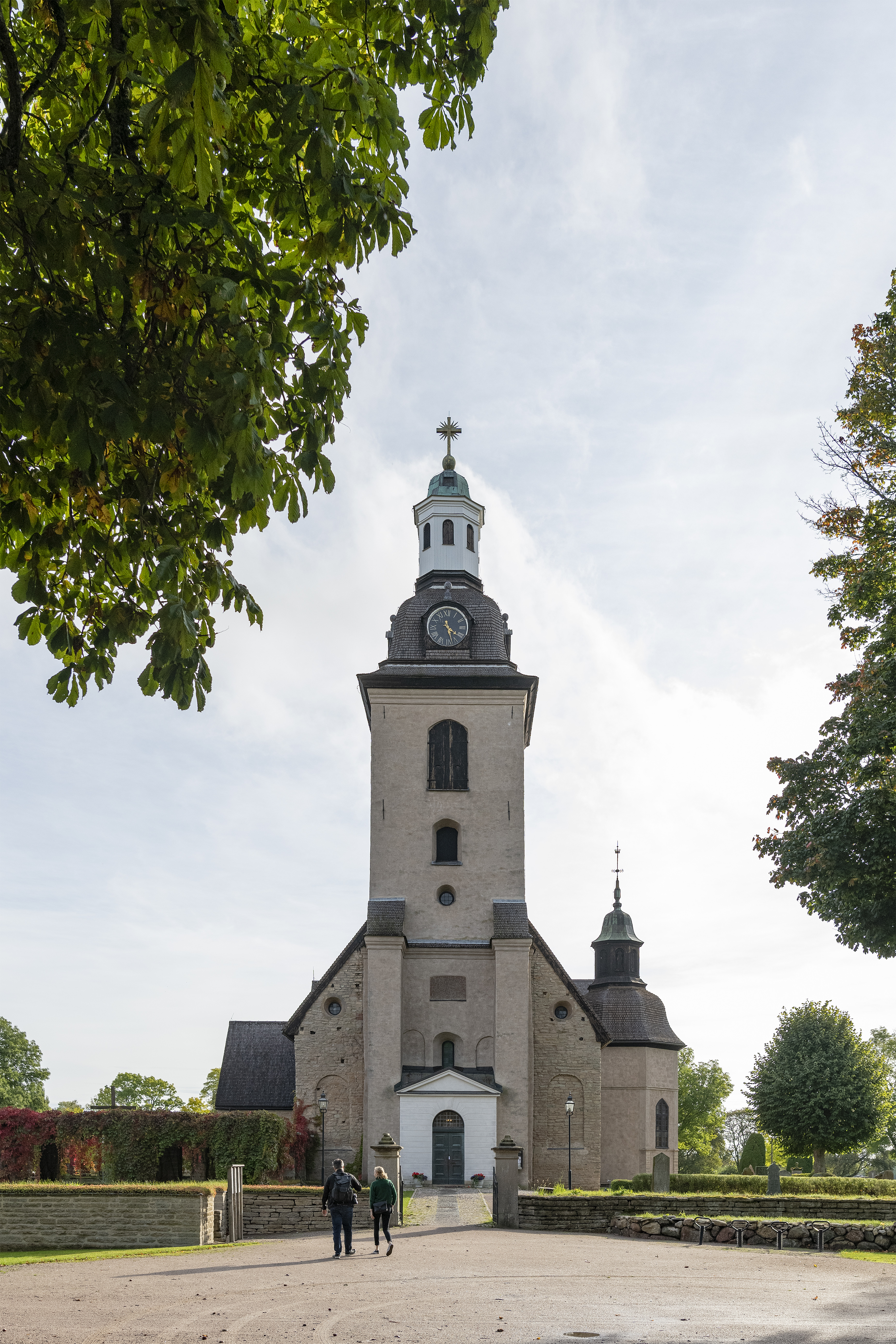
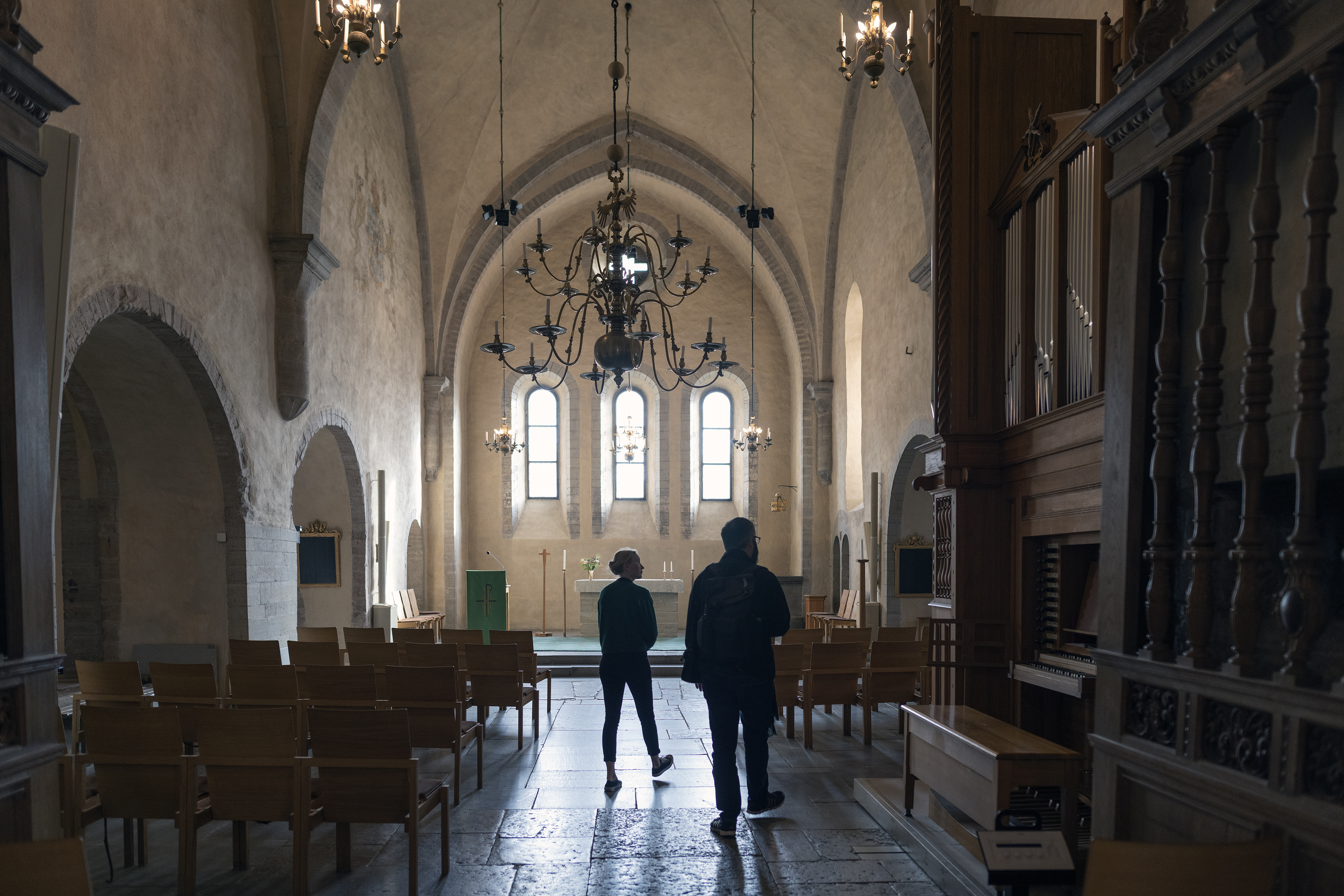
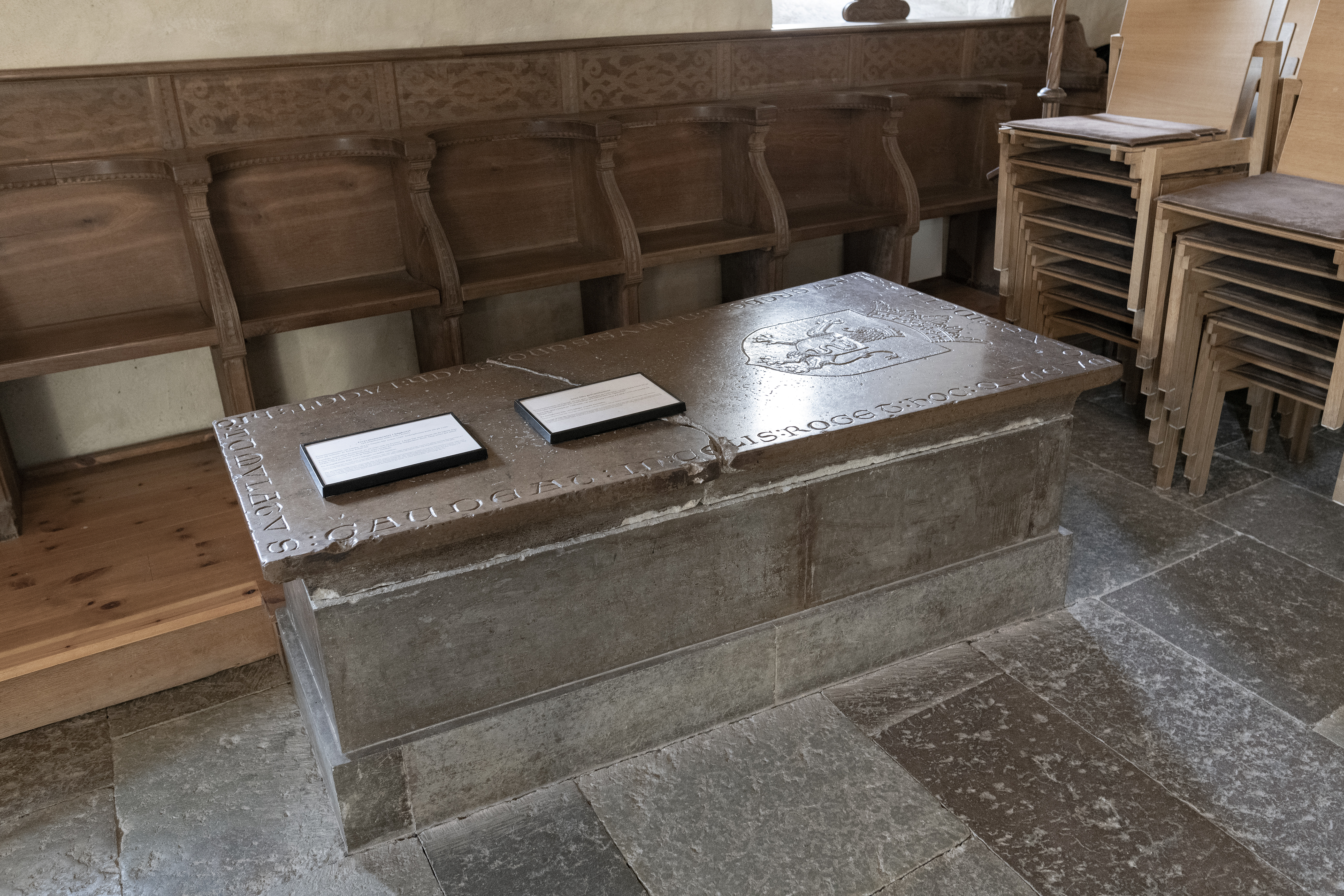
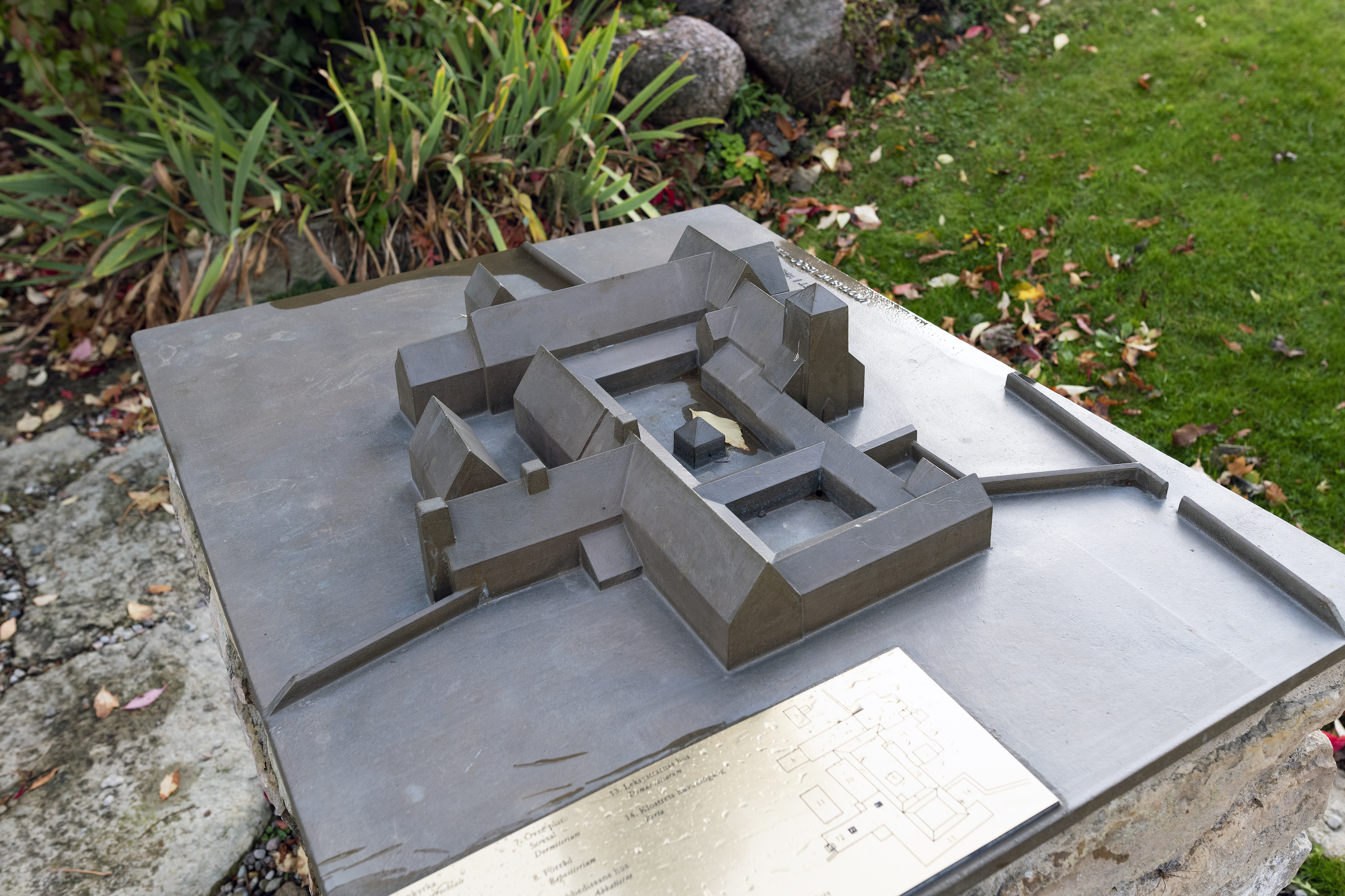
Modell av klostret som det såg ut på 1300-talet..
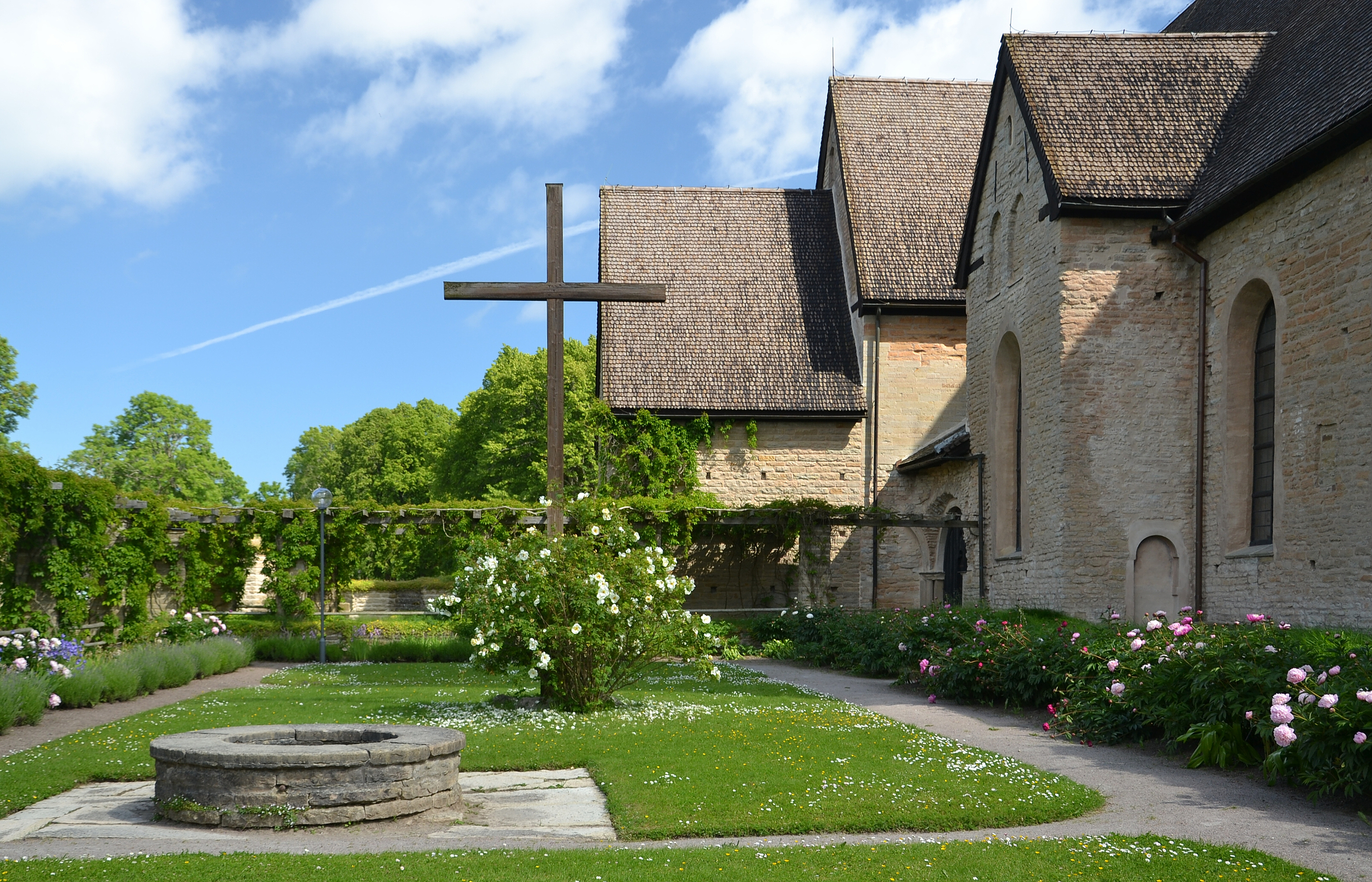
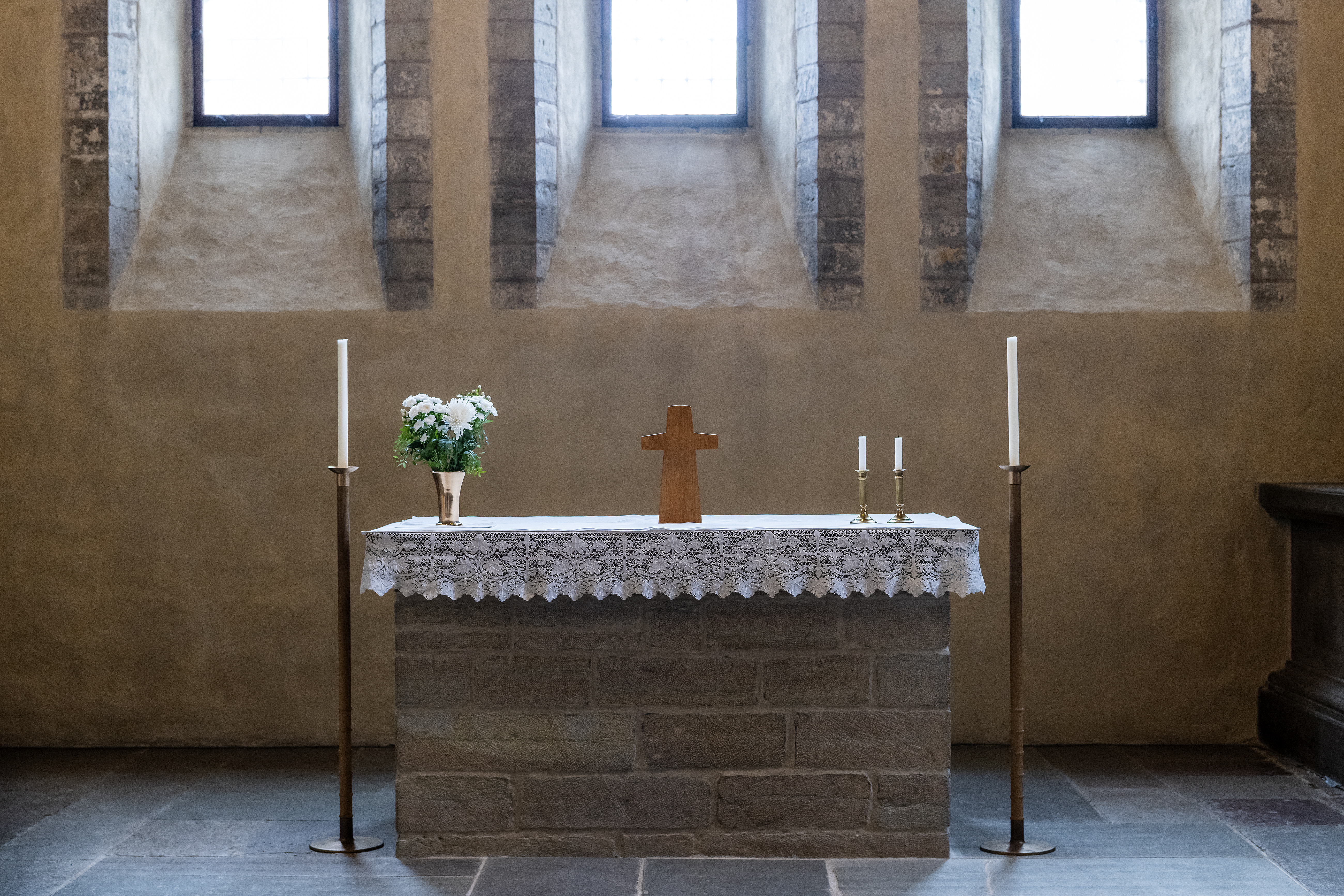
Högaltaret.

## Orglar
I kyrkan finns skenbart två piporglar, en äldre på västläktaren och en nyare till höger i koret. Läktarorgeln består enbart av ett tomt orgelhus.

### Läktarorglar
Kronologi:

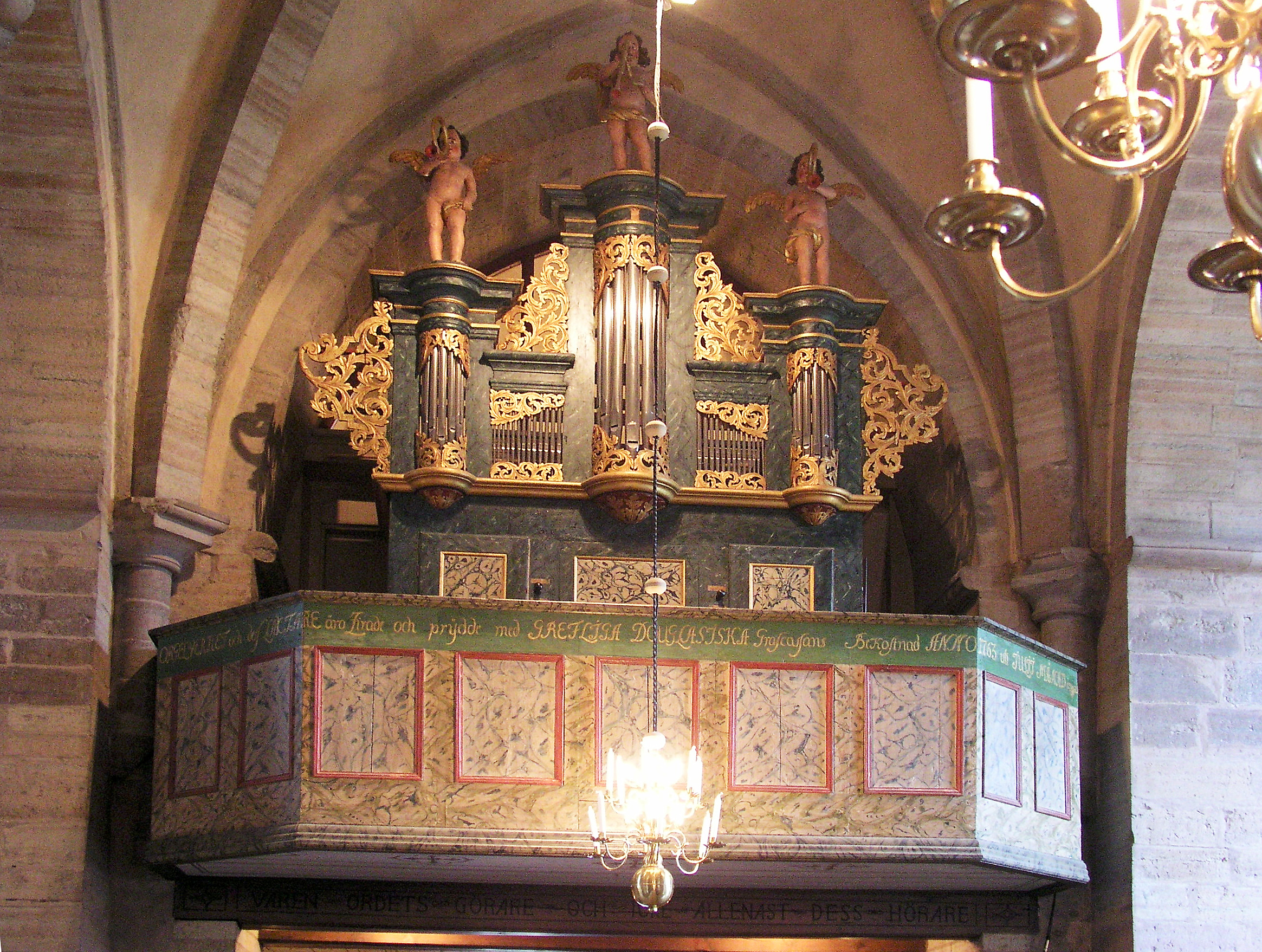
Jonas Wistenius orgelfasad på västläktaren

- Under 1600-talet fanns ett orgelpositiv skänkt av majoren Henrik Koskull (1624–1656). Positivet var placerat i triumfbågen på en läktare, som revs 1747. Kanske var Nils Persson († 1668), orgelspelande bonde på Hornstäve Skattegård, den förste kyrkomusikern. Efter Henrik Koskulls död målade hans bror Gustaf såväl orgelpositiv som läktare och satte sitt namn därpå, vilket föranledde en protest inför domkapitlet av Henrik Koskulls änka. Denna orgelläktare utgjorde sannolikt klosterkyrkans gamla lektorium. I den redogörelse prosten Tiburtz Tiburtius avgav vid biskopsvisitationen den 29 november 1767 skrev han: "A:o 1745 d. 1 maj, då undertecknad tillträdde, var inuti kyrkan mellan predikostolen och altaret en liten läktare över kyrkan och därpå ett litet positiv, som på några år ej varit igång." Vart positivet slutligen tog vägen är okänt.
- 1745–1747 byggde Jonas Wistenius, Linköping, en enmanualig 9-stämmig orgel på kyrkans västläktare.
- 1865 ersattes denna av en ny 9-stämmig orgel med bihangspedal, byggd av Per Larsson Åkerman, Stockholm, varvid wisteniusorgeln inklusive fasadpiporna fördes bort på okända vägar och orgelfasaden ställdes undan i Sune Siks kor.
- I samband med Sigurd Curmans restaurering av klosterkyrkan 1915–1917 invigdes en ny 12-stämmig läktarorgel med två manualer och pedal av firma Åkerman & Lund, Stockholm. Den placerades bakom den återuppsatta wisteniusfasaden.
- 1941 var det dags för en ny 25-stämmig tvåmanualig rörpneumatisk orgel byggd av Olof Hammarberg, Göteborg. Några av de äldre stämmorna från 1865 och 1917 återanvändes; ett par av dem lämnades oförändrade.
- Efter cirka 40 års upphörde orgeln från 1941 att fungera, och kvar på läktaren finns nu endast Jonas Wistenius tomma orgelhus.

Disposition wisteniusorgeln:
| Manual         |                              |
| Gedact 8 fot   | Principal 4 fot              |
| Gemshorn 4 fot | Fleut 4 fot                  |
| Octava 2 fot   | Quinta 3 fot (eg. 2 2/3 fot) |
| Trompet 8 fot  | SpitsFleut 2 fot             |
|                | Sperventil                   |

### Kororgeln
Kororgeln byggd 1998 av Grönlunds Orgelbyggeri, Gammelstad.
Arkitektur: Arkitekt SAR Ulf Oldæus, Stockholm. Kontrollanter: Professor Hans-Ola Ericsson & organist Håkan Alinder. Orgelinvigningen ägde rum den 22 mars 1998.
Disposition:
| Huvudverk C-g³              | Sidpositiv C-g³   | Pedalverk C-f¹ | Koppel                    |  |
| Principal 8'                | Klosterflöjt 8'   | Subbas 16'     | Sidpositiv/huvudverk      |  |
| Blockflöjt 8'               | Täckflöjt 4'      | Fagott 16'     | Sidpositiv 16' /huvudverk |  |
| Octava 4'                   | Jungfruflöjt 2'   | Trumpet 8'     | Huvudverk/pedalverk       |  |
| Spetsflöjt 4'               | Vox humana 8'     |                | Sidpositiv/pedalverk      |  |
| Octava 2'                   | Tremulant         |                | Sidpositiv 4' /pedalverk  |  |
| Quinta 3' (eg. 2 2/3') B/D  |                   |                |                           |  |
| Ters 1 3/5', B/D            |                   |                |                           |  |
| Quinta 1½' (eg. 1 1/3') B/D | Övriga ljudkällor | Transponering  |                           |  |
| Sedecima 1'                 | Cymbelstjärna     | Sidpositiv:    |                           |  |
| Trumpet 8', B/D             | Berglärka         | a¹=440/415 Hz  |                           |  |
| Tremulant                   | Klockspel (c-d³)  |                |                           |  |

## Omgivningen runt kyrkan

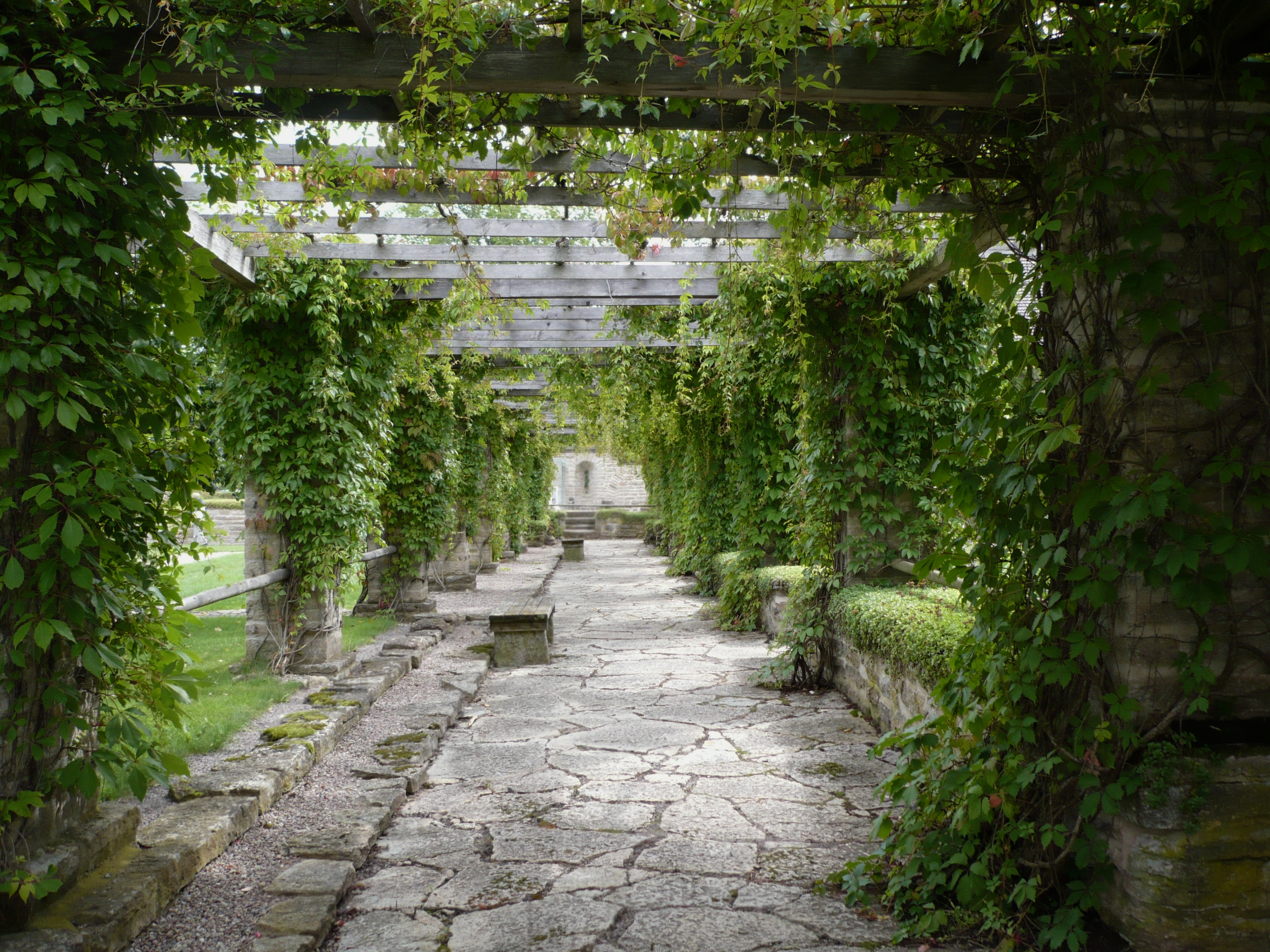
Klosterruin.

Vreta klosters kyrka är omgiven av en kyrkogård, samt ruinerna från Vreta kloster. Klosterområdet som finns norr om kyrkan undersöktes efter restaureringen av kyrkan 1916-1926. Från mitten av 1700-talet finns en prästgård belägen väster om klosterområdet. 

## Stenboden
På kyrkogården söder om kyrkan finns en bod byggd i gråsten. Porten är stickbågig och försedd med tegelomfattning. Den uppfördes troligen i slutet av medeltiden och är avbildad av Erik Dahlbergh. År 1799 beslutas om "kyrkobodens täckande och inredande till magasinsrum". År 1929 skapades ett bisättningsrum i östra delen.